# Sečovce
Sečovce (ungarisch Gálszécs) ist eine Stadt in der südöstlichen Slowakei mit 8538 Einwohnern (Stand 31. Dezember 2024) und Teil des Okres Trebišov in der Landschaft Zemplín.

## Geographie

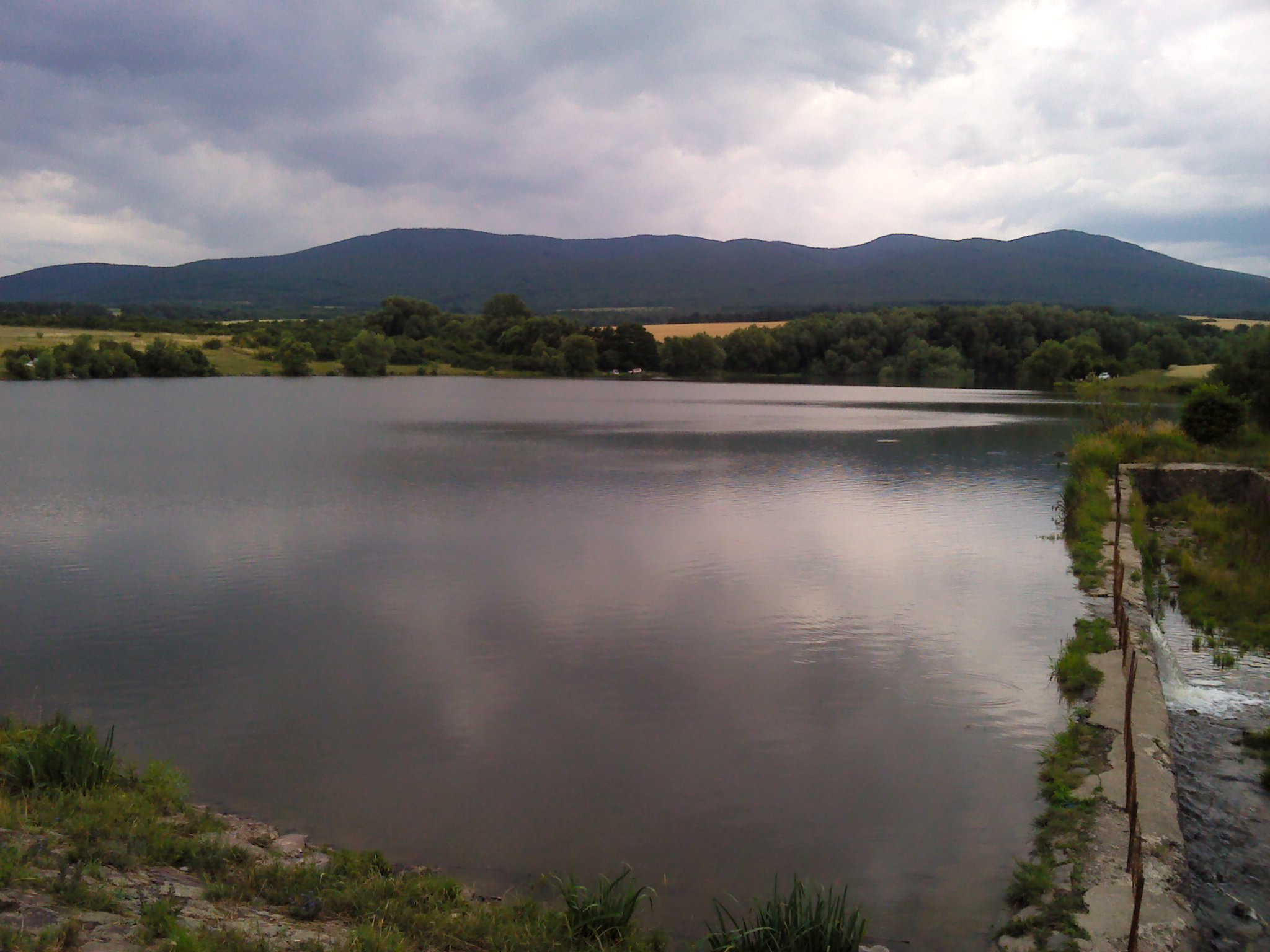
Stausee Sečovce mit den Slanské vrchy im Hintergrund

Die Stadt befindet sich im westlichen Teil des Ostslowakischen Hügellands im Ostslowakischen Tiefland in einer stark landwirtschaftlich geprägten Gegend unterhalb des westlich gelegenen Gebirges Slanské vrchy, am kleinen Fluss Trnávka im Einzugsgebiet der Ondava. Oberhalb der Stadt speist die Trnávka den kleinen Stausee Sečovce. Das Stadtzentrum liegt auf einer Höhe von 149 m n.m. und ist 12 Kilometer von Trebišov, 37 Kilometer von Košice sowie etwa 440 Kilometer von der Hauptstadt Bratislava entfernt (jeweils Straßenentfernungen).
Sečovce besteht aus den Gemeindeteilen Albínov und Sečovce sowie dem nicht mehr als eigenständige Gemeinde auftretenden Ort Kochanovce (1948 eingemeindet).
Nachbargemeinden sind Bačkov im Nordwesten und Norden, Višňov im Norden, Parchovany und Dvorianky im Nordosten, Hriadky im Osten, Vojčice im Südosten, Nový Ruskov, Veľké Ozorovce und Malé Ozorovce im Süden, Zbehňov im Südwesten und Trnávka im Westen.

## Geschichte

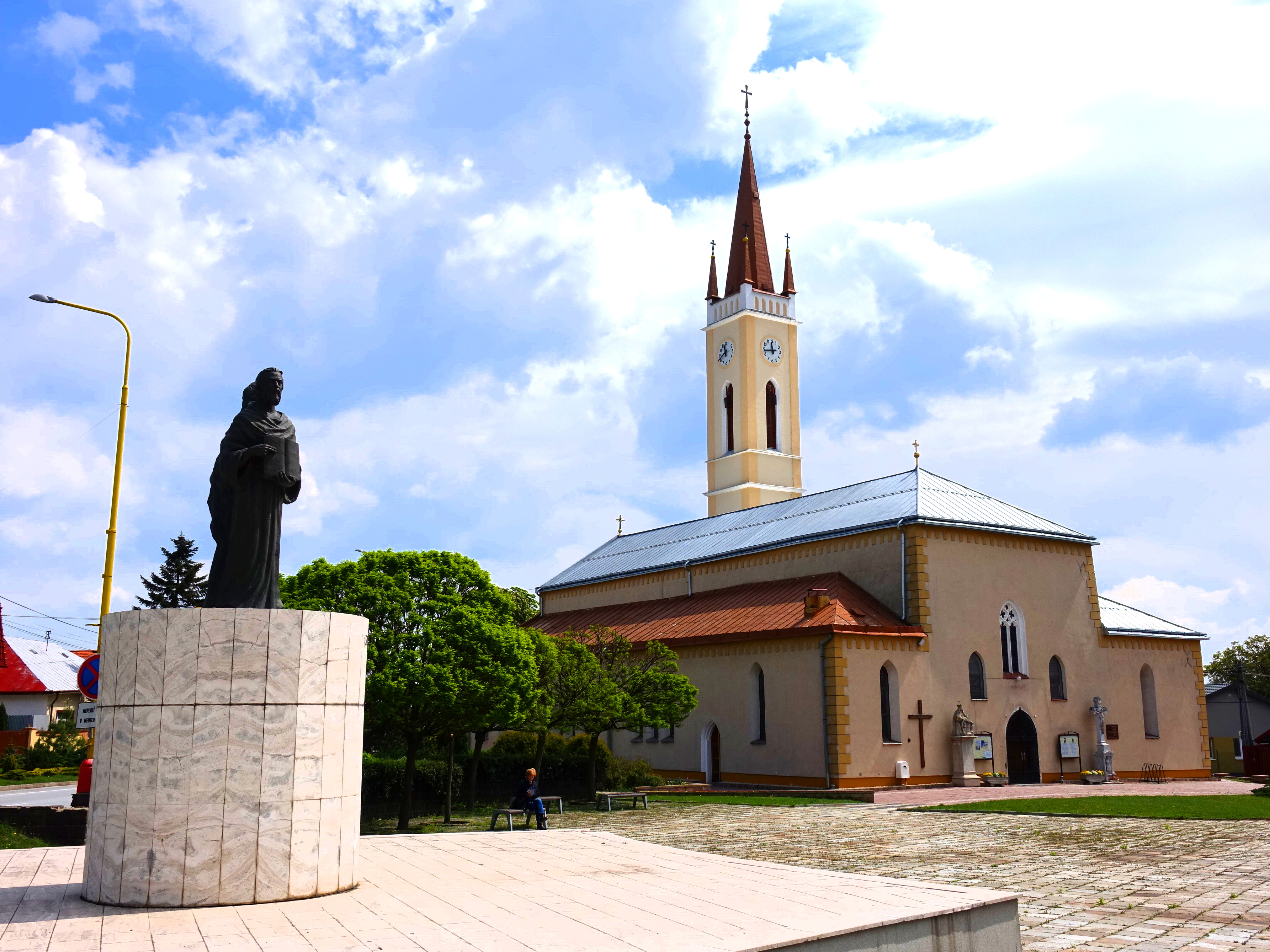
Römisch-katholische Kirche im Ort

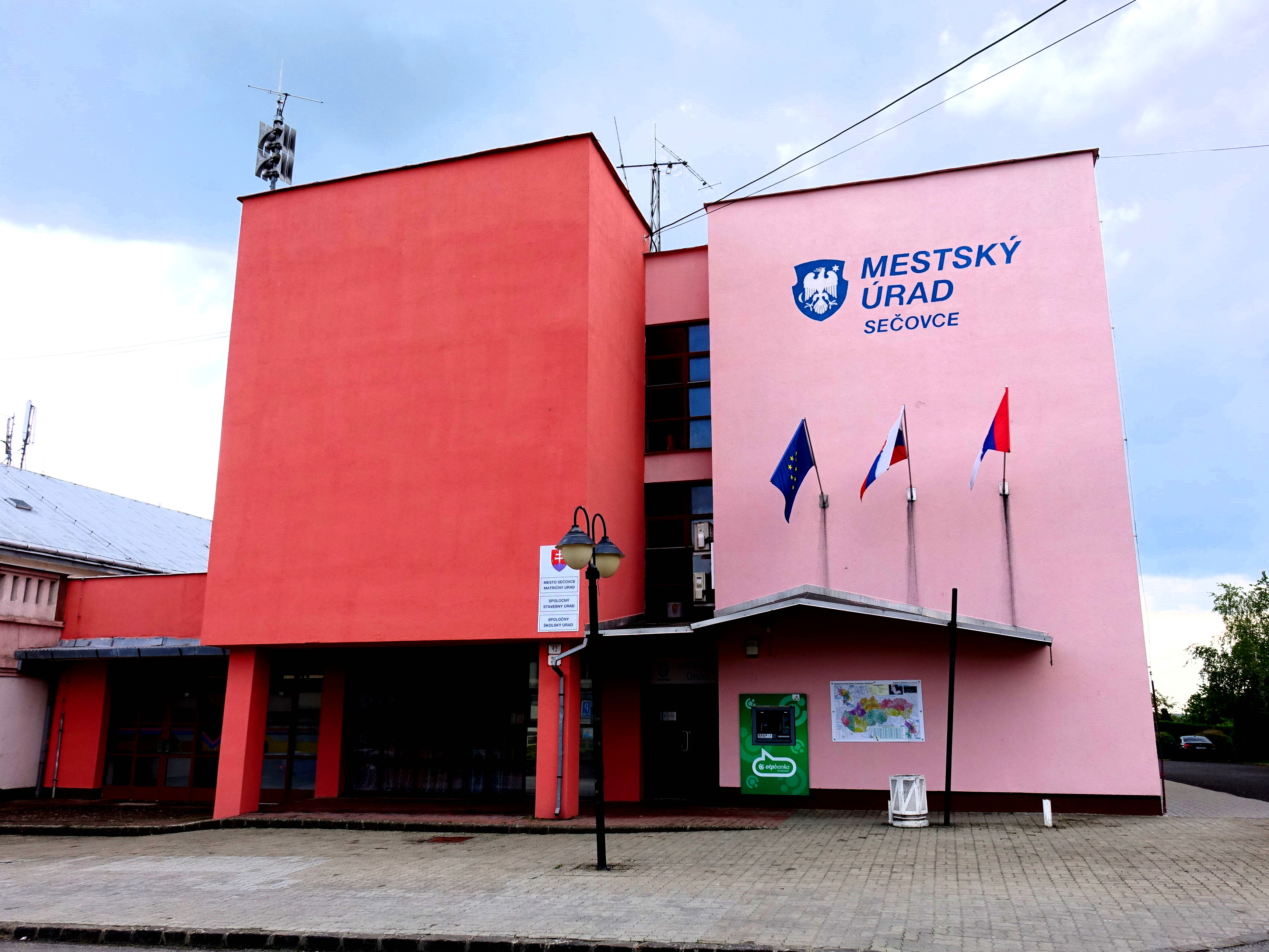
Das Rathaus von Sečovce

Sečovce wurde 1245 (nach älteren Quellen 1255) zum ersten Mal als Zeech bei der Abgrenzung der Nachbarorte Albínov und Techna (heute Dvorianky) schriftlich erwähnt. 1255 war es Besitz des Magisters Peter aus dem Geschlecht Aba, 1320 gehörte der Ort der Familie Micsbán und der Burg Braničev (historisch Purustyan genannt) und 1356 dem comes Gál(l), dessen Name zum vorangestellten Teil der ungarischen Bezeichnung wurde. 1437 war Sečovce ein Ort mit begrenzten Stadtrechten, mit Markt- und Mautrecht. Sigismund verlieh dem Städtchen das Recht, zwei Jahrmärkte (am Martinstag (11. November) und am Tag der Hl. Sophia (15. Mai)) zu veranstalten. Von 1439 bis 1459 besetzten ehemalige Hussitenanhänger die Stadt und bauten hier ein befestigtes Lager mit einer Burgstätte auf. 1466 wurde das Städtchen vom damaligen Gespan Perényi besetzt, später wurde aber noch die Familie Szécs zu Gutsherren, ehe sie im späten 15. Jahrhundert ausstarb.
1600 wurde Sečovce Besitz der Familie Szemere. Im 17. Jahrhundert entwickelte sich das wirtschaftliche Leben der Stadt (1633 wurde eine Schusterzunft erwähnt, 1642 Schneider- und Ledererzünfte), andererseits wurde sie durch antihabsburgische Standesaufstände schwer beeinträchtigt. Eine Versammlung von Sempliner Adligen, die Forderungen bezüglich Religionsfreiheiten verfassten und nach deren Nichterfüllung sich dem Aufstand von Stephan Bocskai anschlossen, ließ die Stadt lange in Ungnade des kaiserlichen Hofs. Eine Pestepidemie im Jahr 1633 dezimierte große Teile der Bevölkerung in Sečovce sowie in der Siedlung Albínov. 1647 verwüsteten osmanische Truppen die Gegend, 1676 dann die Kuruzen. Nach dem Rákóczi-Aufstand (1703–1711) war die Stadt verwüstet und kaum bewohnt. Verzeichnisse aus den Jahren 1715 und 1720 sprechen von 157 verlassenen und 14 bewohnten Haushalten. Nach dem Wiederaufbau war Sečovce erneut Marktflecken, aber ausschließlich auf Landwirtschaft gerichtet. 1787 hatte die Stadt 187 Häuser und 1384 Einwohner, 1828 zählte man 208 Häuser und 1504 Einwohner. 1831 brach in der Gegend der Bauern- beziehungsweise Choleraaufstand aus. 1876 wurde Sečovce Sitz eines Stuhlbezirks, 1895 zerstörte ein Brand fast die ganze Stadt.
Bis 1918 gehörte die im Komitat Semplin liegende Stadt zum Königreich Ungarn und kam anhand des Vertrages von Trianon zur Tschechoslowakei beziehungsweise heute Slowakei. In der ersten tschechoslowakischen Republik war die Stadt bis 1929 Sitz eines Kreises und ein bedeutender Marktort. Dies begünstigte auch die Entwicklung der örtlichen jüdischen Gemeinde, die in den 1930er Jahren etwa ein Viertel der Bevölkerung ausmachte, nach der Entstehung des Slowakischen Staats aber fast völlig ausgelöscht wurde. Während des Zweiten Weltkriegs, als die Wehrmacht unter dem Druck der Roten Armee zurückweichen musste, lag die Stadt im Herbst 1944 sieben Wochen lang an der Front, bis sie am 2. Dezember 1944 von den sowjetischen Soldaten befreit wurde. Das Ergebnis der Schlacht war eine zu 75 Prozent zerstörte Stadt, etwa 1800 gefallene Soldaten und 150 Zivilisten, dazu 1500 deportierte oder evakuierte Einwohner.
Nachdem der Wiederaufbau der Stadt in den Jahren 1946 und 1947 wurde sie 1949 noch einmal Sitz eines Kreises, bevor der Sitz 1960 nach Trebišov verlegt wurde. 1962 erhielt Sečovce (erneut) das Stadtrecht.

## Bevölkerung
| Jahr:                | 1994. | 2004.   | 2014.   | 2024.   |
| -------------------- | ----- | ------- | ------- | ------- |
| Anzahl der Personen: | 7348  | 7882    | 8352    | 8538    |
| Unterschied:         |       | +7,26 % | +5,96 % | +2,22 % |

| Jahr:                | 2023. | 2024.   |
| -------------------- | ----- | ------- |
| Anzahl der Personen: | 8539  | 8538    |
| Unterschied:         |       | -0,01 % |

Nach der Volkszählung 2011 wohnten in Sečovce 8236 Einwohner, davon 6223 Slowaken, 1308 Roma,  38 Tschechen, 19 Magyaren, 14 Ukrainer, 11 Russinen, 11 Mährer und ein Jude. Neun Einwohner gaben eine andere Ethnie an und 613 Einwohner machten keine Angabe zur Ethnie.
3521 Einwohner bekannten sich zur römisch-katholischen Kirche, 1797 Einwohner zur griechisch-katholischen Kirche, 161 Einwohner zur Evangelischen Kirche A. B., 126 Einwohner zur reformierten Kirche, 32 Einwohner zur orthodoxen Kirche, 32 Einwohner zu den Zeugen Jehovas, 20 Einwohner zur apostolischen Kirche und 18 Einwohner zu den christlichen Gemeinden. 32 Einwohner bekannten sich zu einer anderen Konfession, 1506 Einwohner waren konfessionslos und bei 986 Einwohnern wurde die Konfession nicht ermittelt.

## Bauwerke und Denkmäler

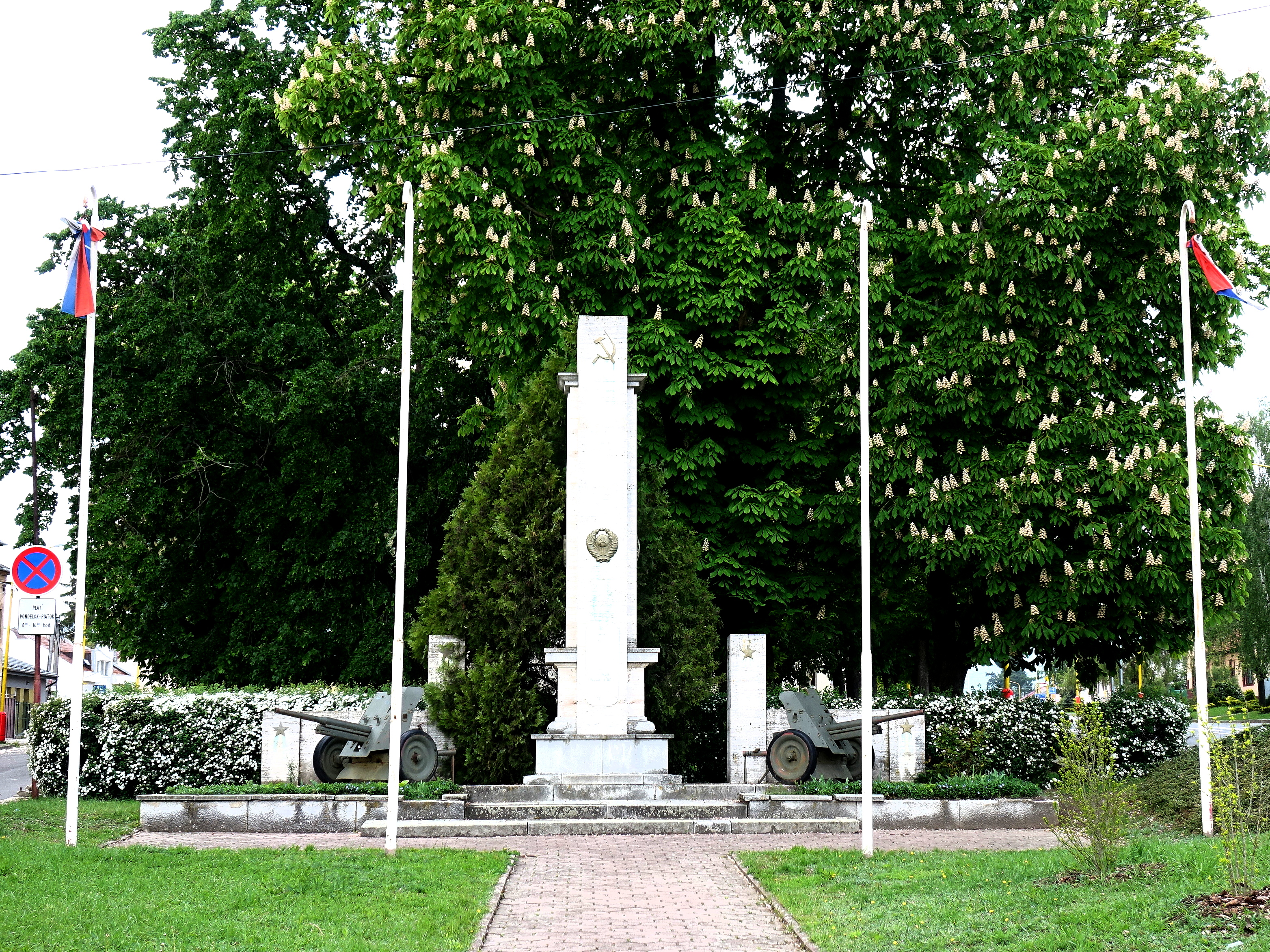
Rote-Armee-Denkmal

- römisch-katholische Kirche Mariä Heimsuchung aus dem Jahr 1494, der ursprünglich gotische Sakralbau wurde mehrmals umgebaut (z. B. 1672 und 1730) und barockisiert, nach einem Umbau im Jahr 1871 erhielt die Kirche Seitenschiffe. Nachdem sie im Zweiten Weltkrieg schwer beschädigt worden war, erhielt sie 1954 im Rahmen der Sanierung einen 56 m hohen Turm.
- Pietà in der römisch-katholischen Kirche aus dem frühen 18. Jahrhundert
- griechisch-katholische Kirche, ein Neubau an der Stelle der alten Kirche aus dem Jahr 1757, die im Zweiten Weltkrieg zerstört wurde.
- alter jüdischer Friedhof, der heute als einziges Denkmal an die ehemals bedeutende jüdische Gemeinde erinnert, nachdem die 1873 erbaute Synagoge im Jahr 1976 abgerissen wurde
- Denkmal an die Rote Armee aus dem Jahr 1945, an der Stelle der zerstörten reformierten (calvinistischen) Kirche errichtet
- Denkmal an der Choleraaufstand von 1831 aus den Jahren 1848–1849, 1971 erneuert

## Infrastruktur und Verkehr

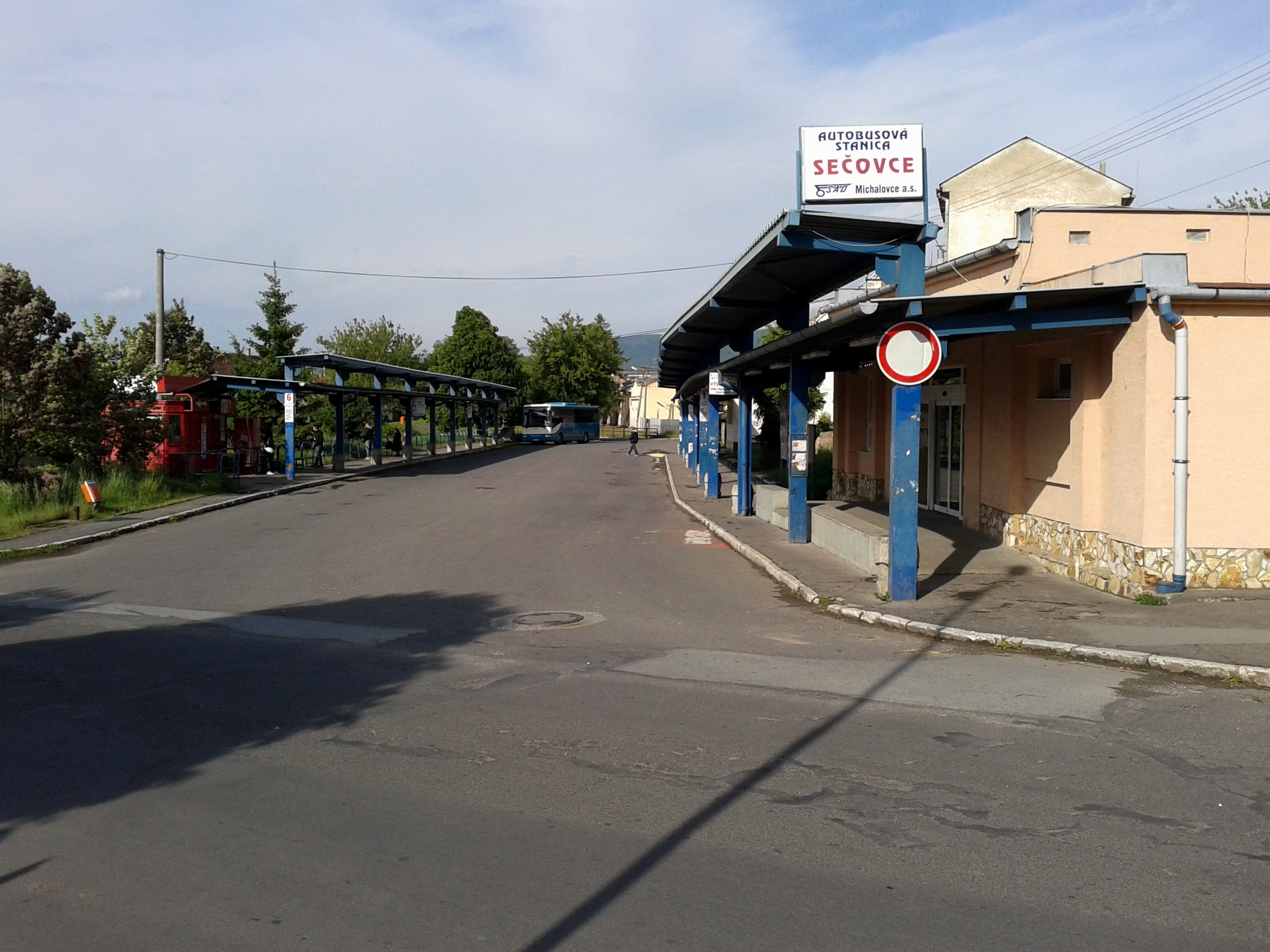
Busbahnhof Sečovce

Durch Sečovce passiert die internationale Cesta I. triedy 19 („Straße 1. Ordnung“, E 50, E 58) von Košice nach Michalovce und zur ukrainischen Grenze bei Vyšné Nemecké/Uschhorod. Im Nachbarort Hriadky kreuzt sie sich mit der Cesta I. triedy 79 von Vranov nad Topľou nach Trebišov, Slovenské Nové Mesto und Kráľovský Chlmec. Kleinere Straßen 3. Ordnung führen nach Kravany, Nový Ruskov und Trebišov, Plechotice und Zbehňov. Nördlich der Stadt soll die Autobahn D1 führen, ein konkreter Zeitplan zum Bau liegt jedoch nicht vor.
Die Stadt hat einen Bahnhof an der Bahnstrecke Trebišov–Vranov nad Topľou, seit 2003 wird sie nicht mehr im regelmäßigen Personenverkehr bedient, ebenso wie die Haltestelle Dvorianky nahe Albínov. Der nächste Bahnhof mit Personenverkehr ist seither in Trebišov an der Bahnstrecke Michaľany–Łupków. Der Busbahnhof der Stadt befindet sich südlich des Stadtzentrum, Bushaltestellen gibt es in Albínov und Kochanovce.

## Söhne und Töchter der Stadt
- Andreas Fáy (1786–1864), ungarischer Schriftsteller, Anwalt, Geschäftsmann und Politiker
- Adolf Schwarz (1836–1910), österreichisch-ungarischer Schachmeister
- Emery Roth (1871–1948), amerikanischer Architekt jüdischer Abstammung
- Gejza Šimanský (1924–2007), tschechoslowakischer Fußballspieler (Stürmer) und -trainer
- František Patočka (1927–2002), slowakischer Bildhauer
- Ingrid Timková (* 1967), slowakische Schauspielerin und Regisseurin